# 彭內爾海岸
彭內爾海岸（英語：Pennell Coast）是南極洲的海岸，處於威廉斯角和阿代爾角之間，由新西蘭的探險隊以英國皇家海軍上尉命名，現時由南極條約體系管理。
71°0′S 167°0′E / 71.000°S 167.000°E